# Chaetosphaeria brevicollis
Chaetosphaeria brevicollis är en svampart som tillhör divisionen sporsäcksvampar, och som först beskrevs av Gustav Niessl von Mayendorf, och fick sitt nu gällande namn av Emil Müller. Chaetosphaeria brevicollis ingår i släktet Chaetosphaeria, och familjen Chaetosphaeriaceae. Det är osäkert om arten förekommer i Sverige.